# 白沙罗花园
白沙罗花园是一個位於马来西亚柔佛州新山市淡杯的住宅區，建有平房型住宅、公寓及排屋。該區毗鄰巴西古當高速公路，開發商為Johor Land Berhad。